# Skandia Township, Michigan
Skandia Township är en ort i Marquette County i Michigan, USA. Folkmängden uppgick år 2000 till 907 invånare. Här finns Dukes Research Natural Area.